# Lijndenia ramiflora
Lijndenia ramiflora är en tvåhjärtbladig växtart som beskrevs av Jacq.-fel.. Lijndenia ramiflora ingår i släktet Lijndenia och familjen Melastomataceae.
Artens utbredningsområde är Madagaskar. Inga underarter finns listade i Catalogue of Life.